# تقی‌لی
تقی‌لی (به ترکی آذربایجانی: Tağılı) یک منطقهٔ مسکونی در جمهوری آذربایجان است که در شهرستان حاجی‌قبول واقع شده‌است. تقی‌لی ۳۳۲ نفر جمعیت دارد.